# 篠崎站
篠崎站（日语：／ Shinozaki eki */?）是位於日本東京都江戶川區篠崎町七丁目，屬於東京都交通局（都營地下鐵）新宿線的鐵路車站。此站是東京23區以及東京都內最東端的車站。車站編號是S 20。

## 歷史
- 1986年（昭和61年）9月14日：開業[1]。
- 1989年（平成元年）3月19日：延伸至本八幡站，本站成為中間站[3]。
- 2008年（平成20年）5月20日：西口啟用。
- 2018年（平成30年）5月19日：啟用月台閘門[4]。

## 車站構造
本站為島式月台1面2線地下車站，位於東京交通會館的車站大樓下方。
2008年，再開發大樓（篠崎Twin Place）與西口完工。
站內設有電梯、電扶梯、無障礙廁所。另外，電梯專用出入口未設自動售票機。
開業時本八幡方向設有拖上線。該拖上線是利用潛盾隧道工作井所建設。延伸至本八幡後，拖上線成為本線，並撤除橫渡線，部分用地改作為保線用機器留置線。
| 月台 | 路線   | 目的地                     |
| ---- | ------ | -------------------------- |
| 1    | 新宿線 | 馬喰橫山、新宿、京王線方向 |
| 2    | 新宿線 | 往本八幡                   |

（來源：都營地下鐵:車站構內圖 （页面存档备份，存于））

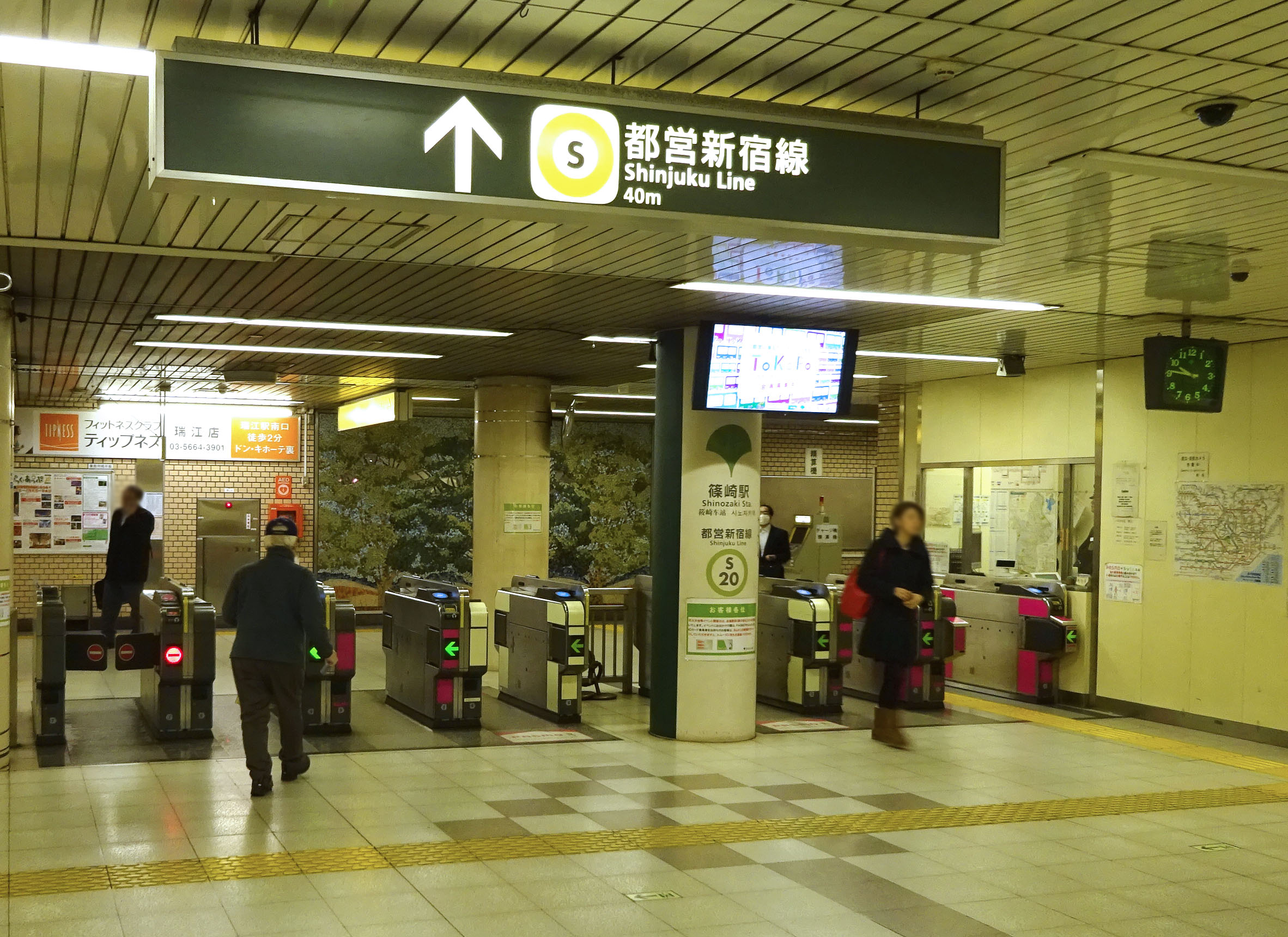
閘口（2014年12月）
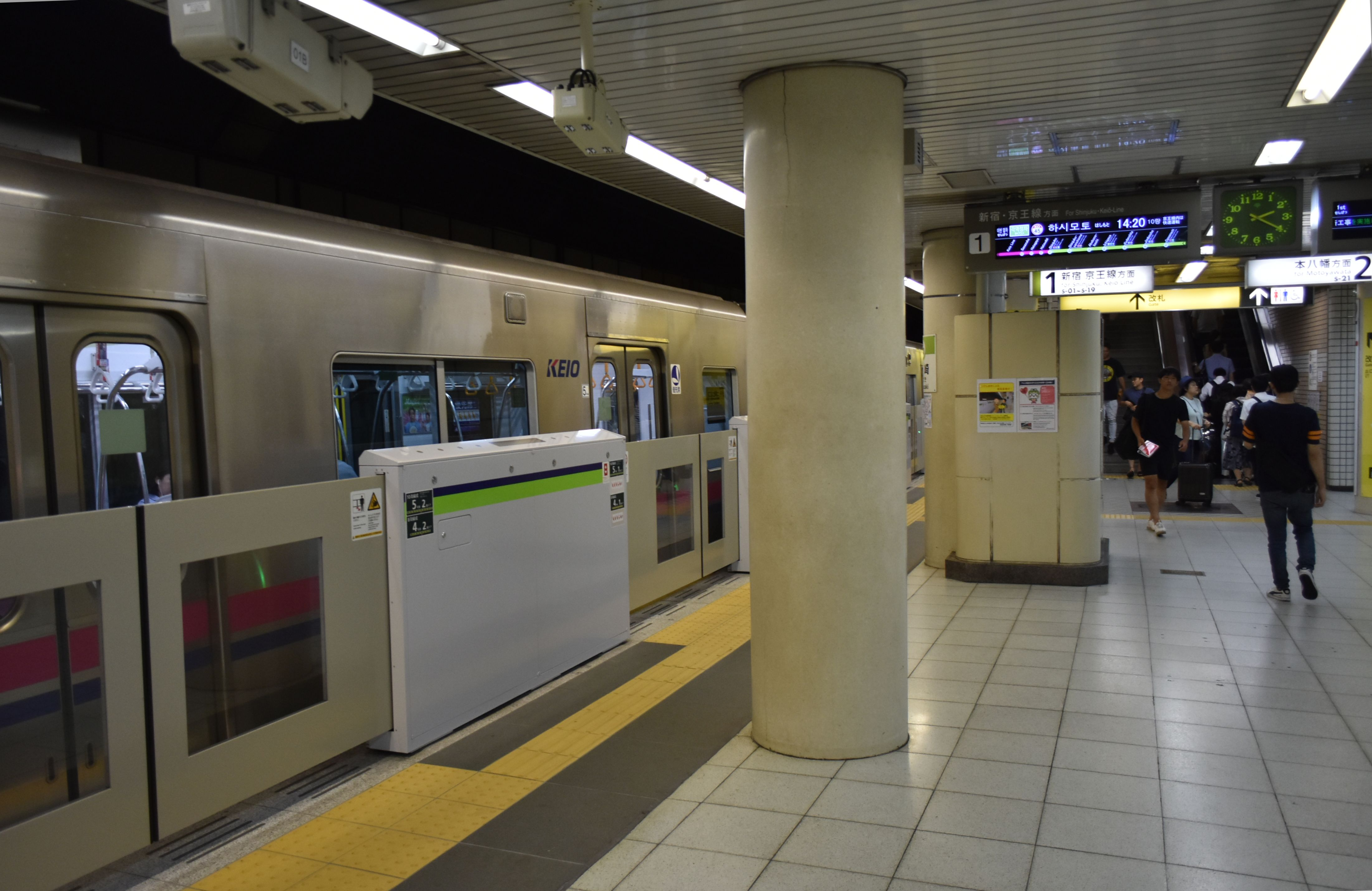
設置月台閘門的上行線月台（2018年8月12日攝）
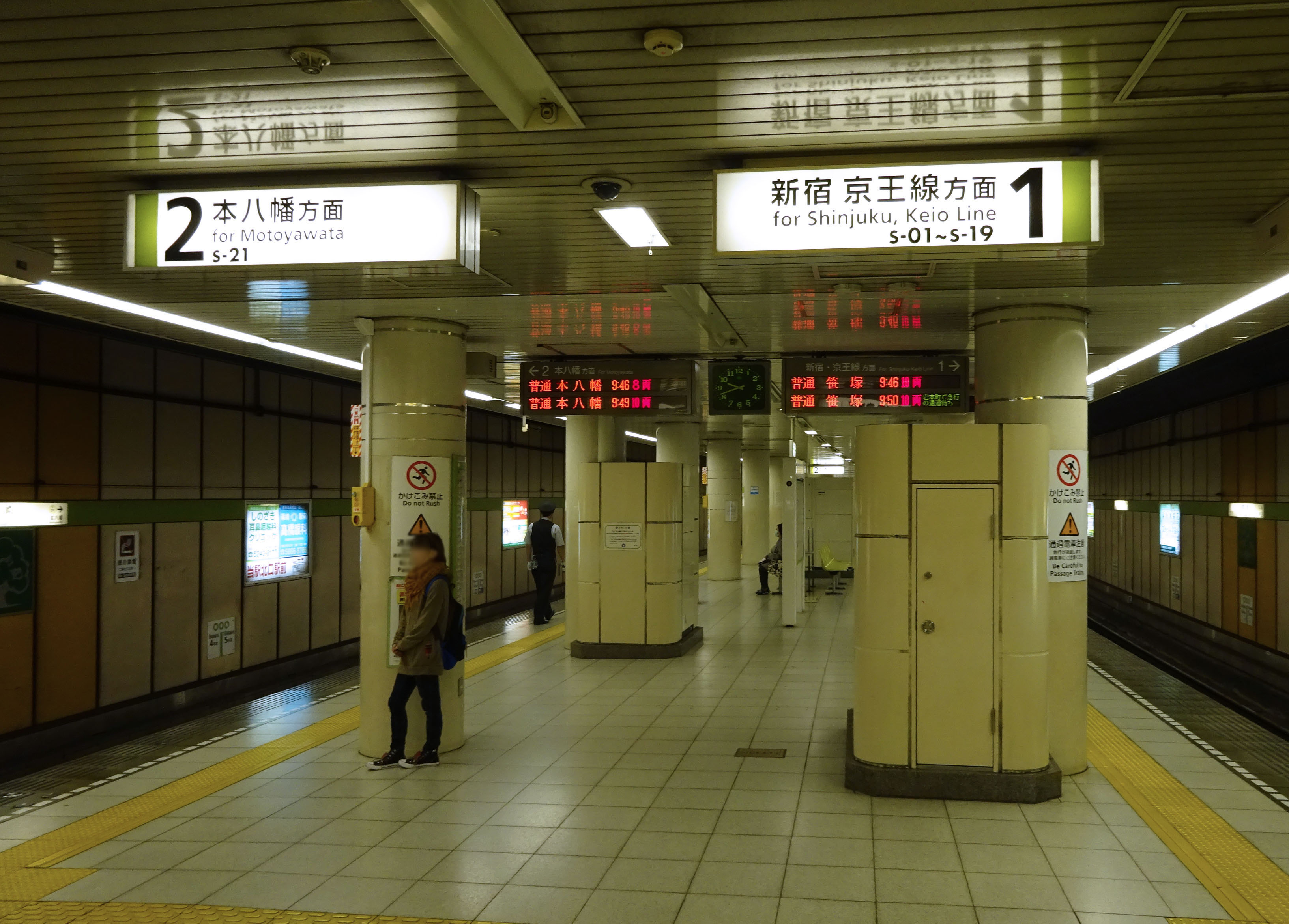
設置月台閘門前的月台（2014年12月）
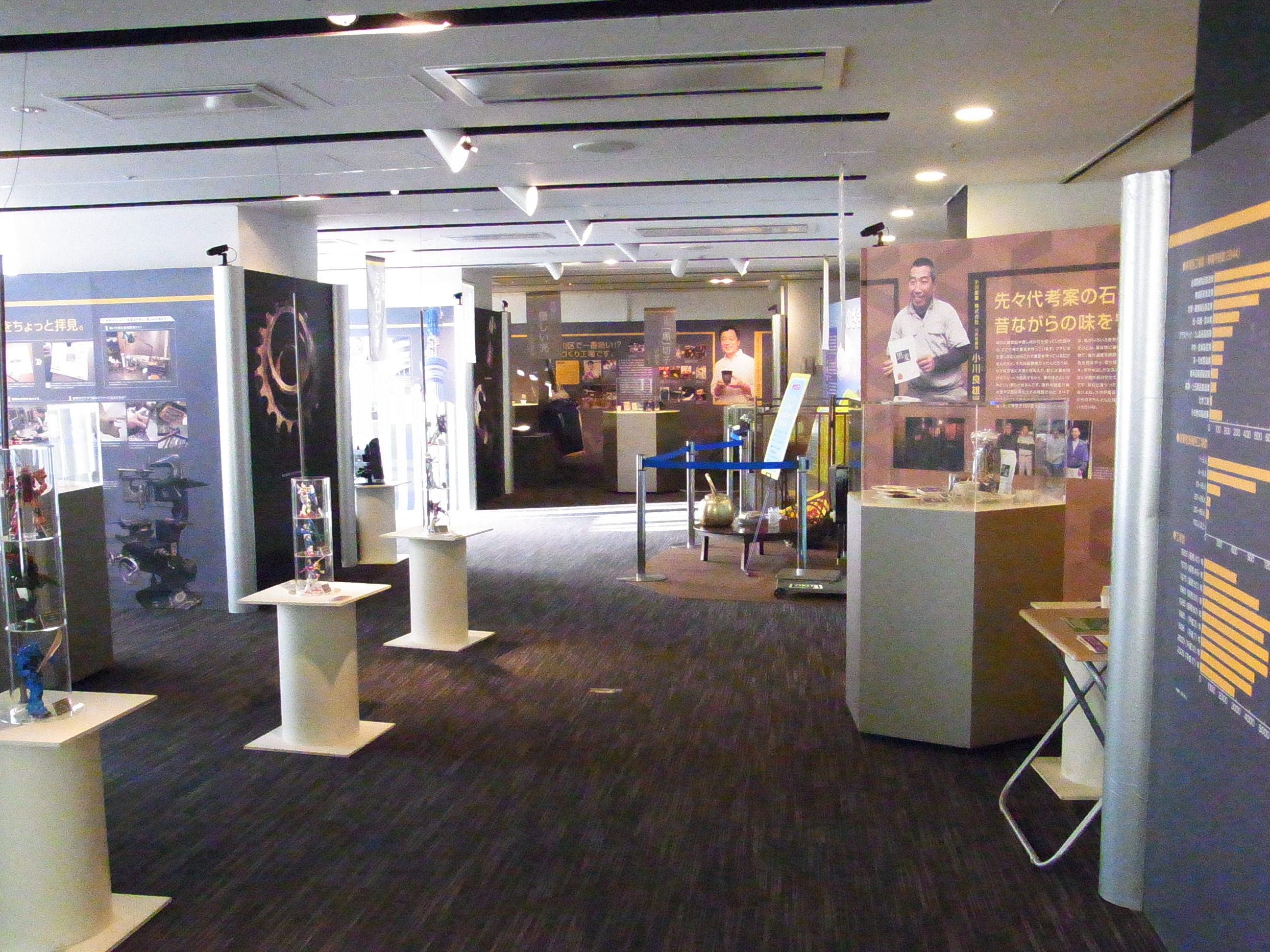
篠崎文化廣場企劃展示區（2010年1月22日）

## 利用狀況
2017年度1日平均上下車人次為39,858人（上車人次20,018人、下車人次19,840人）。
各年度1日平均上下車、上車人次如下表。
| 年度               | 1日平均 上下車人次 | 1日平均 上車人次 | 來源     |
| ------------------ | ------------------ | ---------------- | -------- |
| 1986年（昭和61年） |                    | 4,950            | [ * 1 ]  |
| 1987年（昭和62年） |                    | 6,372            | [ * 2 ]  |
| 1988年（昭和63年） |                    | 7,370            | [ * 3 ]  |
| 1989年（平成元年） |                    | 8,603            | [ * 4 ]  |
| 1990年（平成02年） |                    | 9,137            | [ * 5 ]  |
| 1991年（平成03年） |                    | 10,109           | [ * 6 ]  |
| 1992年（平成04年） |                    | 10,953           | [ * 7 ]  |
| 1993年（平成05年） |                    | 11,721           | [ * 8 ]  |
| 1994年（平成06年） |                    | 12,027           | [ * 9 ]  |
| 1995年（平成07年） |                    | 12,359           | [ * 10 ] |
| 1996年（平成08年） |                    | 12,636           | [ * 11 ] |
| 1997年（平成09年） |                    | 12,690           | [ * 12 ] |
| 1998年（平成10年） |                    | 12,786           | [ * 13 ] |
| 1999年（平成11年） |                    | 12,754           | [ * 14 ] |
| 2000年（平成12年） |                    | 12,945           | [ * 15 ] |
| 2001年（平成13年） |                    | 13,214           | [ * 16 ] |
| 2002年（平成14年） |                    | 13,718           | [ * 17 ] |
| 2003年（平成15年） | 28,355             | 14,172           | [ * 18 ] |
| 2004年（平成16年） | 28,939             | 14,548           | [ * 19 ] |
| 2005年（平成17年） | 29,294             | 14,734           | [ * 20 ] |
| 2006年（平成18年） | 30,266             | 15,184           | [ * 21 ] |
| 2007年（平成19年） | 31,388             | 15,834           | [ * 22 ] |
| 2008年（平成20年） | 32,343             | 16,323           | [ * 23 ] |
| 2009年（平成21年） | 32,968             | 16,638           | [ * 24 ] |
| 2010年（平成22年） | 33,184             | 16,712           | [ * 25 ] |
| 2011年（平成23年） | 32,886             | 16,619           | [ * 26 ] |
| 2012年（平成24年） | 34,260             | 17,241           | [ * 27 ] |
| 2013年（平成25年） | 35,578             | 17,922           | [ * 28 ] |
| 2014年（平成26年） | 36,238             | 18,227           | [ * 29 ] |
| 2015年（平成27年） | 37,589             | 18,894           | [ * 30 ] |
| 2016年（平成28年） | 38,654             | 19,420           | [ * 31 ] |
| 2017年（平成29年） | 39,858             | 20,018           |          |

## 車站周邊
站前有超市與藥妝店等商業設施。較遠處則是廣大的住宅區。
道路
- 京葉道路（國道14號）
- 首都高速7號小松川線

公園、休閒、運動
- 江戶川
- 篠崎綠地（江戶川河川地內）
- 江戶川球場（江戸川河川地內）
- 都立篠崎公園（日语：篠崎公園）
- 江戶川區運動園區（巴士約10分）
- 水邊運動花園（巴士約12分，新町商店街入口下車步行約12分）
- 篠崎小馬園

行政
- 警視廳小松川警察署（日语：小松川警察署）篠崎站前交番

教育
- 東京都立篠崎高等學校（日语：東京都立篠崎高等学校）
- 江戶川區兒童未來館

公共設施
- 江戶川區篠崎社區會館
- 江戶川區鹿骨楠木文化中心

複合設施
- 交通會館篠崎大樓（車站北口、南口直通）
  - LIFE（日语：ライフコーポレーション）篠崎店
  - 江戶川區篠崎社區會館
- 篠崎Twin Place（車站西口直通）
  - 20番街
    - 江戶川區腳踏車場
    - SUMMIT篠崎Twin Place店
    - 里索那Personal Station篠崎
    - SUMMIT、BOOKS GORO篠崎Twin Place店
    - 篠崎文化廣場（江戶川區立篠崎圖書館（日语：江戸川区立図書館）等）

  - 21番街　　　
    - 7-Eleven

商業、郵局、金融機關
- 松本清篠崎店
- Big-A（日语：ビッグ・エー）江戶川篠崎店
- Drug Seims（日语：富士薬品）篠崎店
- 江戶川篠崎七郵便局
- 千葉銀行篠崎支店
- 三井住友銀行江戶川支店
- 朝日信用金庫（日语：朝日信用金庫）篠崎駅支店
- Curves（日语：コシダカホールディングス）篠崎町（女性專用健身房）

### 巴士
最近的巴士站是車站南口前巴士圓環的「篠崎站前」與「篠崎站」。以下路線由東京都交通局與京成巴士運行。2號乘車處為都營專用，其它為京成專用。
江戶川區花火大會期間（每年8月第1個週六），東京都交通局會加開經一之江站往葛西站的直通巴士。
- 1號 新小71：往新小岩站
- 1號 小72：往小岩站
- 2號 船28：往船堀站
- 3號 篠01、新小71、小72：往瑞江站、往一之江站、往江戶川運動園區（日语：江戸川スポーツランド）
- 無編號 篠01：往新小岩站東北廣場

## 其他
本站是江戶川區花火大會的最近車站，大會期間關閉北口與西口以確保安全，大會結束後進行入站管制，地面出口可購入乘車券。另外，大會開始前有數班急行增停本站，結束後也會加開臨時列車。

## 相鄰車站
都營地下鐵
 新宿線
■急行
通過
■各站停車
瑞江（S 19）－篠崎（S 20）－本八幡（S 21）

### 來源
東京都統計年鑑
1. ↑  .   [2017-06-10]. （原始内容存档于2016-03-05）.
2. ↑  .   [2017-06-10]. （原始内容存档于2015-06-29）.
3. ↑  .   [2017-06-10]. （原始内容存档于2016-03-05）.
4. ↑  .   [2017-06-10]. （原始内容存档于2016-03-05）.
5. ↑  .   [2017-06-10]. （原始内容存档于2016-03-05）.
6. ↑  .   [2017-06-10]. （原始内容存档于2016-03-05）.
7. ↑  .   [2017-06-10]. （原始内容存档于2013-08-15）.
8. ↑  .   [2017-06-10]. （原始内容存档于2013-02-03）.
9. ↑  .   [2017-06-10]. （原始内容存档于2013-02-03）.
10. ↑  .   [2017-06-10]. （原始内容存档于2013-02-03）.
11. ↑  .   [2017-06-10]. （原始内容存档于2013-02-03）.
12. ↑  .   [2017-06-10]. （原始内容存档于2016-03-04）.
13. ↑  東京都統計年鑑（平成10年）PDF
14. ↑  東京都統計年鑑（平成11年）PDF
15. ↑  .   [2017-06-10]. （原始内容存档于2016-03-04）.
16. ↑  .   [2017-06-10]. （原始内容存档于2016-03-04）.
17. ↑  .   [2017-06-10]. （原始内容存档于2017-07-29）.
18. ↑  .   [2017-06-10]. （原始内容存档于2017-07-29）.
19. ↑  .   [2017-06-10]. （原始内容存档于2017-07-29）.
20. ↑  .   [2017-06-10]. （原始内容存档于2017-07-29）.
21. ↑  .   [2017-06-10]. （原始内容存档于2017-07-29）.
22. ↑  .   [2017-06-10]. （原始内容存档于2017-07-29）.
23. ↑  .   [2017-06-10]. （原始内容存档于2017-07-29）.
24. ↑  .   [2017-06-10]. （原始内容存档于2016-03-26）.
25. ↑  .   [2017-06-10]. （原始内容存档于2016-03-27）.
26. ↑  .   [2017-06-10]. （原始内容存档于2016-03-25）.
27. ↑  .   [2017-06-10]. （原始内容存档于2016-03-27）.
28. ↑  .   [2017-06-10]. （原始内容存档于2016-03-22）.
29. ↑  .   [2017-06-10]. （原始内容存档于2017-07-30）.
30. ↑  .   [2019-02-12]. （原始内容存档于2018-11-09）.
31. ↑  .   [2019-02-12]. （原始内容存档于2019-05-02）.

## 外部連結
- 篠崎 - 東京都交通局